# British Rail Engineering Limited
British Rail Engineering Limited (BREL) era divizia de inginerie și construcții de material rulant a companiei British Rail, fondată prin restructurarea companiei British Rail în anii 1960. Deși nu era singura companie producătoare de material rulant din Regatul Unit (mai existau și English Electric, Metro-Cammell, Brush Traction și Metro-Vickers), aceasta a produs o mare parte din materialul rulant pentru British Rail între 1969 și 1989, alături de către câteva comenzi din străinătate (Taiwan și Irlanda). BREL era succesoarea diviziei de ateliere, fondată în 1962 (cunoscută ca British Railways Workshops Division).
După doar 20 de ani de existență, BREL era privatizată de către guvernul Margaret Thatcher, fiind inițial cumpărată de către grupul suedezo-elvețian ABB, Trafalgar House (40% fiecare) și de către angajații săi (20%). Astăzi printre succesorii săi se numără Wabtec și Bombardier Transportation.